# Albion (Idaho)
Albion é uma cidade localizada no estado americano de Idaho, no Condado de Cassia.

## Demografia
Segundo o censo americano de 2000, a sua população era de 262 habitantes.
Em 2006, foi estimada uma população de 257, um decréscimo de 5 (-1.9%).

## Geografia
De acordo com o United States Census Bureau tem uma área de
1,1 km², dos quais 1,1 km² cobertos por terra e 0,0 km² cobertos por água.

## Localidades na vizinhança
O diagrama seguinte representa as localidades num raio de 28 km ao redor de Albion.